# Томас, Джон (футболист)
Джон Джозеф Томас (англ. John Joseph Thomas; 23 августа 1896, Дублин, Ирландия — 9 декабря 1980, Нью-Милфорд, Нью-Джерси, США) — ирландский футболист, полузащитник. 

## Клубная карьера
На клубном уровне выступал за столичный клуб «Богемиан». В составе «цыган» выиграл первое в истории клуба чемпионство сезона 1923/24.

## Карьера в сборной
В 1924, после пробной игры, Джон был включен в заявку национальной сборной, отправившейся на VIII Летние Олимпийские игры в Париже. Томас был одним из шести игроков чемпионского «Богемиан», также отправившихся в Париж; другими пятью были Джек Маккарти, Берти Керр, Кристи Робинсон, Эрни Кроуфорд и Джонни Мюррей. На самом турнире участия не принял. во время проведения Олимпиады появился на поле в товарищеском матче со сборной Эстонии. Матч был организован и назначен на 3 июня, так как обе сборные уже выбыли из турнира. Уже после окончания Олимпиады, 14 июня, Томас сыграл в товарищеском матче со сборной США, проходившем на «Далимаунт Парк».

## Достижения

### Клубные

#### «Богемиан»
- Чемпион Ирландии: 1923/24
- Обладатель Трофея Ирландской лиги: 1923/24

### В сборной
- Олимпиада 1924 года: 1/4 финала